# 卢瓦尔河畔莱加雷讷
卢瓦尔河畔莱加雷讷（法語：Les Garennes sur Loire，法語發音：[le ɡaʁɛn syʁ lwaʁ] ⓘ）是法国曼恩-卢瓦尔省的一个市镇，属于昂热区。该市镇于2016年12月15日由圣让德莫夫雷和卢瓦尔河畔瑞涅合并而成，其中后者为政府驻地。

## 地理
卢瓦尔河畔莱加雷讷（47°24'28"N, 0°28'33"W）面积25.25 平方千米，位于法国卢瓦尔河地区大区曼恩-卢瓦尔省，该省份为法国西部内陆省份，大致对应安茹地区，北起顺时针与马耶讷省、萨尔特省、安德尔-卢瓦尔省、维埃纳省、德塞夫勒省、旺代省、大西洋卢瓦尔省和伊勒-维莱讷省接壤。
与卢瓦尔河畔莱加雷讷接壤的市镇（或旧市镇、城区）包括：卢瓦尔-欧蒂永、布里萨克-卢瓦尔-欧邦斯、欧邦斯河畔圣默莱纳、莱蓬德塞。
卢瓦尔河畔莱加雷讷的时区为UTC+01:00、UTC+02:00（夏令时）。

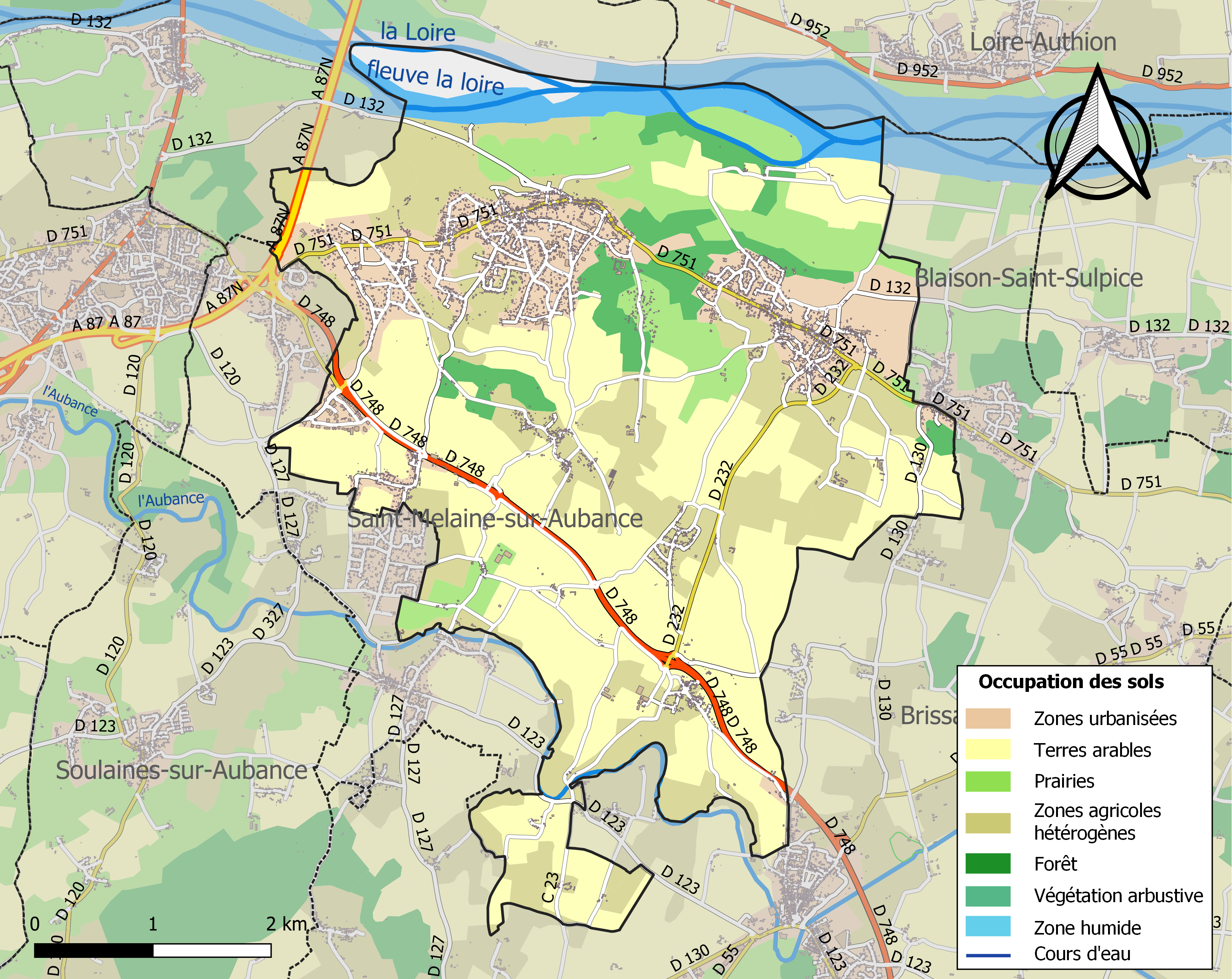
卢瓦尔河畔莱加雷讷的OSM定位图

## 行政
卢瓦尔河畔莱加雷讷的邮政编码为49610，INSEE市镇编码为49167。

## 政治
卢瓦尔河畔莱加雷讷所属的省级选区为莱蓬德塞县。

## 人口
卢瓦尔河畔莱加雷讷于2022年1月1日时的人口数量为4670人。